# 장원재
장원재(1967년 2월 2일 ~ )는 대한민국의 대학 교수이자 방송인이다.

## 주요 경력
- 2001년 숭실대학교 문예창작과 교수
- 2002년월드컵조직위원회 홍보자문위원
- 대한축구협회 기획자문위원
- 2004년 5월 대한축구협회 기술위원
- 대한축구협회 기획위원
- 2006년 조선일보 독일특파 객원기자
- 2008년 2월 ~ 2012년 경기영어마을 사무총장
- 2011년 4월 ~ 다문화콘텐츠협회 회장
- 자유민주연구원 국가정체성연구실 정책연구위원(언론, 미디어)

## 학력
- 1986년 고려대학교 국어국문학 학사
- 골드스미스대학교 대학원 연극학 석사
- 로열할러웨이대학교 대학원 비교연극사 박사

## 방송
- 2002년 10월 1일 ~ 2003년 10월 19일 MBC 표준FM 《MBC 초대석 장원재입니다》 진행
- 2011년 TV조선 《TV조선 뉴스쇼 판》 출연
- 2011년 10월 18일 ~ 2013년 1월 10일 SAFE TV 《저격수다》 진행
- 2012년 TV조선 《윤여준의 정치 차차차》 진행
- 2013년 4월 17일 ~ 2015년 4월 19일 TV조선 《돌아온 저격수다 1》 진행
- 2015년 4월 20일 ~ 5월 31일 TV조선 《돌아온 저격수다 2》 진행
- 2015년 11월 22일 ~ 2017년 12월 31일 MBC 표준FM 《라디오 북클럽 장원재입니다》 진행

## 저서
- 속을 알면 더 재미있는 축구이야기 (2002년 5월 30일, 2002년 7월 16일)
- AGAIN 2002 (2002년 7월 20일)
- 올림픽의 숨은 이야기 (2004년 8월 10일)
- 한국 근대극 운동과 언론의 역할관계 연구 (2005년 11월 15일)
- 우리는 왜? 축구에 열광하는가 장원재의 축구문화론 (2006년 5월 30일)
- 유럽 축구에 길을 묻다 장원재의 한국 축구 산업화 제안 (2007년 3월 5일)
- 무대와 스크린 이야기를 담는 그릇 (2007년 5월 27일)
- 황홀하고 격정적인 한국 축구를 위하여 (2009년 2월 17일)
- 끝나지 않는 축구 이야기 (2010년 6월 17일)
- 논어를 축구로 풀다 축구와 논어의 행복한 만남 (2014년 6월 10일)
- 배우란 누구인가 장원재의 배우열전 (2015년 12월 10일)
- 마흔에도 미국 드라마가 들린다 1 우보현 장원재의 대박영어,Epic English (2016년 5월 27일)
- 마흔에도 미국 드라마가 들린다 2 우보현.장원재의 대박영어 Epic English (2016년 9월 10일)